# Martin Zajac
Martin Zajac (* 25. Oktober 1981 in Nitra, Tschechoslowakei) ist ein ehemaliger slowakischer Eishockeyspieler, der zuletzt beim HC Nové Zámky in der MOL Liga unter Vertrag stand. 

## Karriere
Martin Zajac begann seine Karriere in den Nachwuchsmannschaften des HC Plastika Nitra. Aufgrund der gezeigten Leistungen wurde er 1999 in die U18-Nationalmannschaft berufen und nahm mit dieser an der U18-Juniorenweltmeisterschaft teil. Er erzielte ein Tor und bereitete ein weiteres vor und gewann mit seiner Mannschaft die Bronzemedaille.
Nach diesem Erfolg und ersten Einsätzen in Nitras Profiteam in der 1. Liga wechselte er zum slowakischen Konkurrenten HC Dukla Trenčín, für die er sowohl in der Junior-Extraliga, als auch in der slowakischen Profiliga antrat. Auch in der folgenden Spielzeit spielte er für Trenčín in der Profi- und Juniorenmannschaft, wechselte aber ein Jahr später zum HK Spišská Nová Ves. Dort konnte er sein erstes Tor in der Extraliga erzielen und absolvierte 52 Saisonspiele. Über seinen Heimatverein in Nitra kam er 2004 zum tschechischen Extraligisten HC Dukla Jihlava, wo er in 55 Saisonspielen fünf Scorerpunkte erreichte.
Ab 2005 spielte Zajac wieder in seiner Heimat beim HK 36 Skalica, wo er sich als beständiger Defensiv-Verteidiger einen Namen machte, der auch im Powerplay Akzente setzte.
Nach dieser erfolgreichen Spielzeit für Skalica wurde er von Manager Jan Tabor für die Dresdner Eislöwen verpflichtet. Ende Dezember 2007 wurde Zajac vom Management der Eislöwen freigegeben und er wechselte zum slowakischen Extraligisten MHC Martin. Über die zweite finnische Liga kehrte er im Sommer 2008 zu seinem Heimatverein, HK Ardo Nitra, zurück. Im November des gleichen Jahres wurde er vom EHC Klostersee verpflichtet. Im November 2009 wurde sein Vertrag beim EHC Klostersee aufgelöst. In der Saison 2010/11 spielte er abwechselnd für die Friesland Flyers im North Sea Cup und den slowakischen Zweitligisten ŠHK 37 Piešťany. Zur Saison 2011/12 wechselte er zum HC Neuilly-sur-Marne aus der französischen Ligue Magnus. In der folgenden Spielzeit war er für den HC Karviná in der dritten Spielklasse Tschechiens aktiv, der 2. Liga. Ab 2013 spielte er für den HC Nové Zámky in der MOL Liga und gewann mit diesem Klub 2014 die Meisterschaft der Liga. Anschließend beendete er seine Karriere.

## Erfolge und Auszeichnungen
- 1999 Bronzemedaille bei der U18-Junioren-Weltmeisterschaft
- 2014 Sieger der MOL Liga mit dem HC Nové Zámky